# Русия 24
Россия-24 е федерален държавен новинарски телевизионен канал в Русия, собственост на Общоруската държавна телевизионна и радиопредавателна компания. Основан е на 1 юли 2006 година.

## История
Излъчването започва на 1 януари 2007 г. в Русия, 7 февруари – на Западния бряг на Съединените щати, 19 май 2008 г. – в Сърбия, 9 октомври 2008 г. – в Киргизстан. VGTRK Crimea започна да излъчва на 10 март 2014 г.
Главен редактор на канала е Евгени Бекасов (от 2012 г.).
Каналът се стреми да даде широк и безпристрастен облик на живота във всички руски региони от европейския анклав Калининград до Владивосток в Далечния изток.
Каналът е наречен Vesti до 1 януари 2010 г., когато публичната собственост на VGTRK преименува каналите си.

## Логотип
- Първи логотип – ТВ канал „Вести“
от 1 юли 2006 година
до 2 октомври 2007 година
- Втори логотип – ТВ канал „Вести“
от 3 октомври 2007 година
до 31 декември 2009 година
- Трети логотип ТВ канал „Россия-24“
от 1 януари 2010 година
до 19 април 2011 година